# Sân vận động thành phố La Plata
Sân vận động thành phố La Plata (tiếng Anh: Estadio Ciudad de La Plata) là một sân vận động đa năng nằm ở thành phố La Plata, Argentina. Sân còn được biết đến với cái tên phổ biến là Sân vận động Único (Sân vận động One-of-a kind) và thuộc sở hữu của tỉnh Buenos Aires, được quản lý bởi chính quyền tỉnh, Đô thị La Plata và câu lạc bộ bóng đá Estudiantes de La Plata và Gimnasia y Esgrima de la Plata.

## Các sự kiện

### Trận đấu giao hữu
Sân vận động đã tổ chức ít nhất hai trận đấu giao hữu có đội tuyển quốc gia.
| Ngày                | Thời gian (UTC-03) | Đội 1     | Kết quả | Đội 2    | Vòng     | Khán giả |
| ------------------- | ------------------ | --------- | ------- | -------- | -------- | -------- |
| 16 tháng 7 năm 2003 | —                  | Argentina | 2–2     | Uruguay  | Giao hữu | 40.000   |
| 7 tháng 6 năm 2014  | 14:45              | Argentina | 2–0     | Slovenia | Giao hữu | 53.000   |

### Cúp bóng đá Nam Mỹ 2011
Sân vận động được xác nhận là một trong bảy địa điểm tổ chức Cúp bóng đá Nam Mỹ 2011 ở Argentina, bao gồm trận khai mạc. La Plata đã kết thúc việc tổ chức tổng cộng sáu trận đấu.
| Ngày                | Thời gian (UTC-03) | Đội 1     | Kết quả                             | Đội 2     | Vòng          |
| ------------------- | ------------------ | --------- | ----------------------------------- | --------- | ------------- |
| 1 tháng 7 năm 2011  | 21:45              | Argentina | 1–1                                 | Bolivia   | Bảng A        |
| 3 tháng 7 năm 2011  | 16:00              | Brasil    | 0–0                                 | Venezuela | Bảng B        |
| 12 tháng 7 năm 2011 | 21:45              | Uruguay   | 1–0                                 | México    | Bảng C        |
| 17 tháng 7 năm 2011 | 16:00              | Brasil    | 0–0 (h.p.) (Loạt sút luân lưu: 0–2) | Paraguay  | Tứ kết        |
| 19 tháng 7 năm 2011 | 21:45              | Perú      | 0–2                                 | Uruguay   | Bán kết       |
| 31 tháng 7 năm 2011 | 16:00              | Perú      | 4–1                                 | Venezuela | Tranh hạng ba |

### Giải vô địch bóng bầu dục
Sân vận động cũng đã tổ chức một số trận đấu bóng bầu dục giữa Argentina Pumas và New Zealand All Blacks như một phần của Giải vô địch bóng bầu dục, mà Argentina đã tham gia vào năm 2012.
| Ngày                | Thời gian (UTC-03) | Đội 1     | Kết quả | Đội 2       | Vòng   | Khán giả |
| ------------------- | ------------------ | --------- | ------- | ----------- | ------ | -------- |
| 29 tháng 9 năm 2012 | 20:10              | Argentina | 15–54   | New Zealand | Vòng 5 | 53.000   |
| 28 tháng 9 năm 2013 | 19:40              | Argentina | 15–33   | New Zealand | Vòng 5 | 40.207   |
| 27 tháng 9 năm 2014 | 19:10              | Argentina | 13–34   | New Zealand | Vòng 5 | 37.000   |

## Buổi hòa nhạc
| Buổi hòa nhạc tại sân vận động thành phố La Plata | Buổi hòa nhạc tại sân vận động thành phố La Plata | Buổi hòa nhạc tại sân vận động thành phố La Plata | Buổi hòa nhạc tại sân vận động thành phố La Plata |
| Ngày                                              | Nghệ sĩ                                           | Chuyến đi du lịch                                 | Khán giả                                          |
| ------------------------------------------------- | ------------------------------------------------- | ------------------------------------------------- | ------------------------------------------------- |
| 30 tháng 3, 2 và 3 tháng 4 năm 2011               | U2                                                | U2 360° Tour                                      | 172.079                                           |
| 8 tháng 10 năm 2011                               | Guns N' Roses                                     | Chinese Democracy Tour                            | 40.000 ±                                          |
| 28 tháng 10 năm 2011                              | Aerosmith                                         | Back On the Road Tour                             | —                                                 |
| 13 tháng 11 năm 2011                              | Pearl Jam                                         | Pearl Jam Twenty Tour                             | —                                                 |
| 20 tháng 11 năm 2011                              | Britney Spears                                    | Femme Fatale Tour                                 | 21.717                                            |
| 6 tháng 10 năm 2013                               | Black Sabbath                                     | 13 Tour                                           | —                                                 |
| 29 và 30 tháng 3 năm 2014                         | Metallica                                         | By Request Tour                                   | 76.407                                            |
| 18 tháng 1 năm 2015                               | Foo Fighters                                      | Sonic Highways World Tour                         | 32.241                                            |
| 7 tháng 11 năm 2015                               | Pearl Jam                                         | Pearl Jam 2015 Latin America Tour                 | —                                                 |
| 7, 10 và 13 tháng 2 năm 2016                      | The Rolling Stones                                | América Latina Olé Tour 2016                      | 155.184                                           |
| 31 tháng 3 và 1 tháng 4 năm 2016                  | Coldplay                                          | A Head Full of Dreams Tour                        | 97.069                                            |
| 17 và 19 tháng 5 năm 2016                         | Paul McCartney                                    | One On One Tour                                   | 97.721                                            |
| 8 tháng 10 năm 2016                               | Aerosmith                                         | Rock 'N' Roll Rumble Tour                         | 31.097                                            |
| 20 tháng 5 năm 2017                               | Ed Sheeran                                        | ÷ Tour                                            | 33.584                                            |
| 1 tháng 10 năm 2017                               | Guns N' Roses, The Who                            | Not in This Lifetime... Tour                      | 47.000                                            |
| 10, 11 tháng 10 năm 2017                          | U2                                                | The Joshua Tree Tour 2017                         | 86.466                                            |
| 14 và 15 tháng 11 năm 2017                        | Coldplay                                          | A Head Full of Dreams Tour                        | 98.197                                            |
| 25 tháng 11 năm 2017                              | Bruno Mars                                        | 24K Magic World Tour                              | 49.204                                            |
| 24 tháng 3 năm 2018                               | Depeche Mode                                      | Global Spirit Tour                                | 47.214                                            |
| 6 và 10 tháng 11 năm 2018                         | Roger Waters                                      | Us + Them Tour                                    | 80.693                                            |